# Šindelná pila
Šindelná pila (německy Schindelmühle či Schindel Mühle) je zaniklá vodní pila na řece Odře patřící k zaniklé vesnici Varhošť ve vojenském újezdu Libavá, v pohoří Oderské vrchy v okrese Olomouc v Olomouckém kraji.
Pila čp. 55 se nacházela na levobřežním náhonu Odry, pod zádržným rybníkem, jako druhé vodní dílo od pramene Odry. Zádržný rybník, zčásti ohrazený betonovou zdí, lze nalézt i dnes. Výše proti toku se nacházela vodní pila Eliščiná, níže po vodě obilný Schwarzův mlýn.

## Historie
Pila bývala v majetku velkobystřického velkostatku olomoucké dómské kapituly.
Pila zanikla po vysídlení německého obyvatelstva z Československa v roce 1946 a následném vzniku vojenského prostoru. Na místě lze dnes nalézt jen zbytky zdí. Pila měla 1 vodní kolo na svrchní vodu, hltnost: 125 l/s, využitelný spád: 4,40 m a výkon: 3,52 kW.

## Další informace
Vzhledem k tomu, že místo se nachází ve vojenském újezdu, je přístupné jen s povolením. I když je vstup do vojenského újezdu obvykle jedenkrát ročně umožněn v rámci cyklo-turistické akce Bílý kámen, Šindelná pila neleží na žádné z aktuálně povolených tras a je tedy veřejnosti bez povolení celoročně nepřístupná.